# Nicola Badaloni (politico 1854)
Nicola Badaloni (Recanati, 2 dicembre 1854 – Trecenta, 21 maggio 1945) è stato un politico italiano.

## Biografia
Proveniente da una agiata famiglia borghese marchigiana, Nicola Badaloni si laurea in medicina nel 1877 all'Università di Napoli.
Nel 1878 il consiglio comunale di Trecenta lo invitò ad assumere l'incarico di medico condotto, professione che lo portò a stretto contatto con la realtà e le condizioni sociali del Polesine. Proprio in quegli anni Luigi Masetti, diventato poi il famosissimo ciclo viaggiatore anarchico, cominciò a frequentarlo attratto dagli ideali di eguaglianza e libertà che Badaloni professava e che lo avrebbero accompagnato nelle centinaia di migliaia di chilometri percorsi in tutto il mondo in bici. 
Nicola Badaloni avvicinatosi ai democratici di ispirazione mazziniana che, dopo la morte di Alberto Mario (1883), avevano nel Polesine la massima esponente in Jessie White Mario, collabora con lei sulle condizioni di vita dei braccianti.
Poco dopo viene arrestato e subito rilasciato con l'accusa di aver fomentato la rivolta contadina del 1884 nota con il nome de La Boje.
Due anni dopo, nel 1886, viene eletto in Parlamento per conto della coalizione democratica.
Aderisce al Partito dei Lavoratori Italiani dopo il congresso di Genova del 1892 e nel 1893 organizza il partito a Trecenta, che aveva preso il nome di Partito Socialista dei Lavoratori Italiani, in rapporto di amicizia e collaborazione con Andrea Costa, nel 1895 a Parma diventò poi Partito Socialista Italiano.
Massone, il 15 dicembre 1896 è affiliato Maestro nella Loggia Giuseppe Petroni di Terni.
Con Vittorio Gottardi e il Circolo socialista di Rovigo contribuisce decisamente alla propaganda delle idee di giustizia sociale in Polesine.
Dopo la repressione del '98, con Gino Piva organizzerà le leghe di resistenza e il primo sciopero del Polesine.
Socialista moderato, esce dal partito dopo il congresso di Reggio Emilia nel 1912.
Nel 1913 si candida e riuscì eletto come indipendente nel collegio elettorale di Badia Polesine. Il Partito Socialista gli contrappose il direttore di Avanti!, Benito Mussolini.
Dopo il conflitto mondiale si ritira dalla vita politica e si stabilisce definitivamente a Trecenta (Rovigo). 
Muore povero il 21 maggio 1945, appena in tempo per salutare la Liberazione dell'Italia dal nazi-fascismo. 
Pochi giorni prima della morte riceve la visita di Giancarlo Matteotti, figlio di Giacomo.

## Note

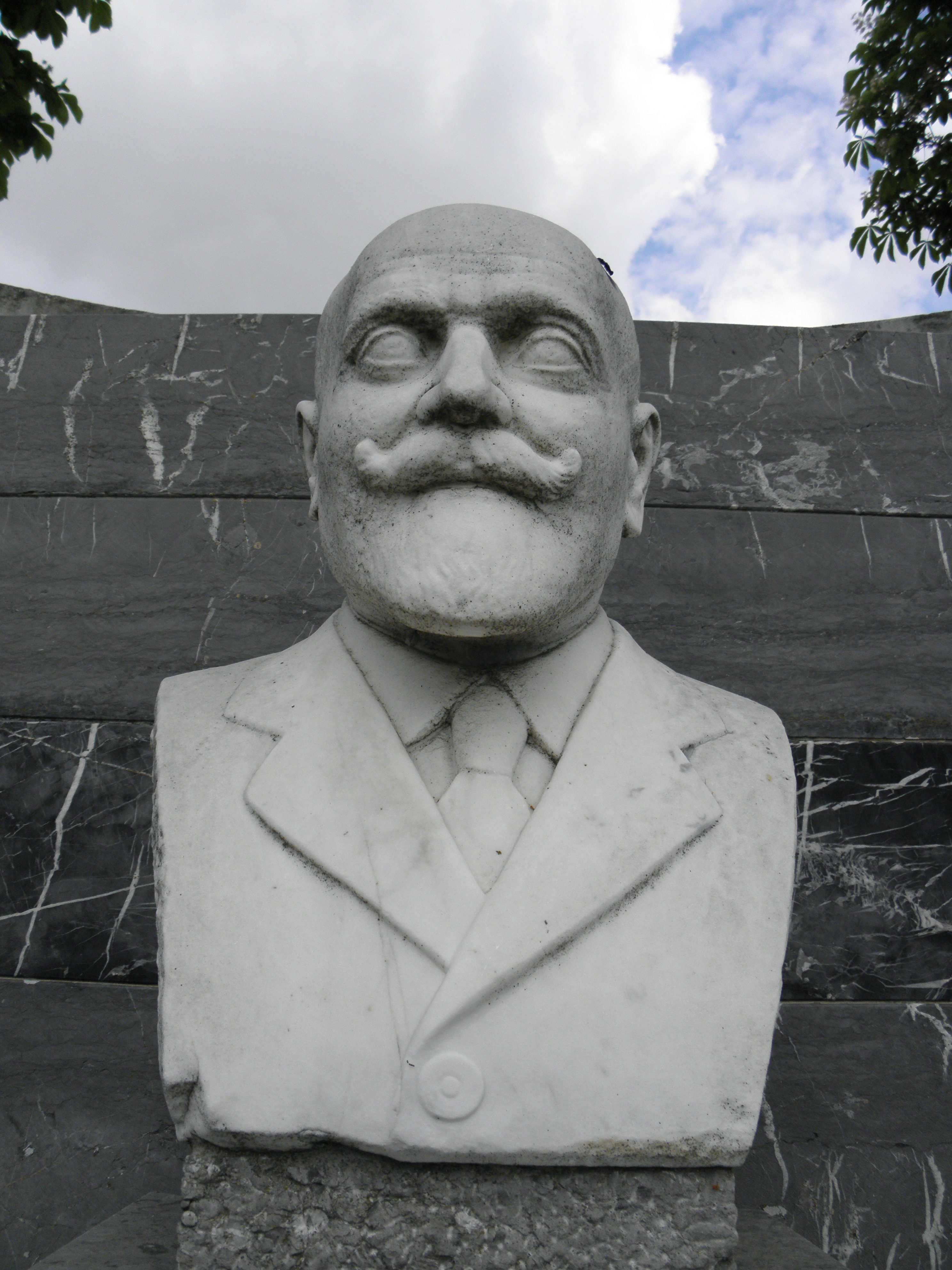
Busto di Nicola Badaloni, particolare dell'omonimo monumento commemorativo posto a Trecenta